# Пьяцца-дель-Кампо
Пьяцца-дель-Кампо (итал. Piazza del Campo — Площадь поля) — центральная площадь итальянского города Сиены в Тоскане, одна из самых величественных средневековых площадей. На неё выходят фасады Палаццо Пубблико с башней Торре дель Манджа, являющейся архитектурной доминантой площади и различные palazzi signorili.
На площади находится знаменитый Фонтан Радости, над оформлением которого в 1412—1419 годах работал скульптор Якопо делла Кверча.
Дважды в год по периметру площади проводятся скачки (Палио). Дорога по периметру засыпается песком, по которому бегут лошади, по окончании скачек, песок тщательно счищается.